# Albert Dagnaux
Albert Marie Adolphe Dagnaux (n. 10 iulie 1861, Paris, Franța – d. 22 noiembrie 1933, Mantes-Gassicourt, Seine-et-Oise, Franța) a fost un pictor francez de peisaj, tablouri și portrete.

## Biografie
Tatăl său era proprietarul unui mic restaurant, „Le Dagnaux”, în arondismentul 6 din Paris. Și-a început studiile în 1878 la École nationale supérieure des beaux-arts sub îndrumarea profesorului Ernest Victor Hareux. Prima sa expoziție a fost în 1883, la Salon, dar nu a primit nicio recunoaștere.
În 1890, a părăsit Salonul pentru a se alătura Société Nationale des Beaux-Arts, fondată de Jean-Louis-Ernest Meissonier⁠(d). În acel moment a început să primească o atenție critică pozitivă. Primul său succes major a venit cu tabloul său Avenue du Bois de Boulogne; Le Club des Pannés, în 1893. Un alt tablou, Le jardin du général aux Invalides, a fost prezentat la Exposition Universelle (1900).
Printre celelalte lucrări ale sale se numără cele trei fresce din trapeza Liceului Fénelon⁠(d) (Les Jeux de l'enfance et de la jeunesse, Le Martin-pêcheur, Le nid) și o panoramă mare reprezentând a cincea apariție a Fecioarei Maria în fața lui Bernadette Soubirous, realizat sub conducerea lui Pierre⁠(d) și Louis-Robert Carrier-Belleuse.
O stradă din Mantes-la-Jolie a fost numită în onoarea lui.